# ياسمين حبشي
ياسمين حبشي (الاسم العلمي:Jasminum abyssinicum) هو نوع من النباتات يتبع جنس الياسمين من الفصيلة الزيتونية.

## موطنه
الياسمين الحبشي موطنه الأصلي إثيوبيا،كوازولو ناتال، جنوب إفريقيا. و بوروندي والكاميرون ورواندا والكونغو كينشاسا وإريتريا وكينيا وأوغندا وملاوي وموزمبيق وزامبيا وزيمبابوي.